# (36793) 2000 SZ29
2000 SZ29 (asteroide 36793) é um asteroide da cintura principal. Possui uma excentricidade de 0.08538760 e uma inclinação de 4.11112º.
Este asteroide foi descoberto no dia 24 de setembro de 2000 por LINEAR em Socorro.